# Wes (Stamm)

Finno-ugrischen Völker und ihre Nachbarn im frühen Mittelalter: Die Wes werden hier als Wepsen bezeichnet

Die Wes (deutsch auch Wesen oder Wessen) waren ein finno-ugrischer Stamm, der im heutigen nordwestlichen Russland siedelte.

## Siedlungsgebiet
Die Nestorchronik schreibt: Die Wes saßen am Beloosero-See.

Die Burg Beloosero war ab 862 Sitz eines Warägerfürsten.
Archäologische Funde ergaben für die Zeit zwischen 950 und 1100 eine Kultur von Rund-Kurganen in diesem Gebiet, die bis zum östlichen Ladogasee und
südlich des Onegasees reichte.

## Geschichte
Nach der Nestorchronik riefen die Wes im Jahre 862 zusammen mit den  Tschuden, Ilmensee-Slowenen und Kriwitschen die skandinavischen Rus dazu auf, über sie zu herrschen. So gehören die ostseefinnischen Wes zu den frühen Stämmen des Reiches der Rus und werden in altrussischen Chroniken öfter genannt. In Beloosero ist ab 862 Fürst Symeos, ein Bruder des Nowgoroder Herrschers Rjurik (Rurik).
Seit ca. 950 wurden nach archäologischen Befunden runde Grabhügel (Kurgane) mit einem Durchmesser von 5 bis 12 m und einer Höhe von 0,6 bis 3 m errichtet. In diesen Gräbern fanden sich auch Objekte skandinavischer Herkunft.
Für die Zeit ab dem 13. Jahrhundert werden die Wes in schriftlichen Quellen nicht mehr genannt.
Die heutigen Wepsen im Gebiet um den Onegasee betrachten sich als Nachfahren der Wes.